# محله هوایی کالگاری/اوکوتوکس
محله هوایی کالگاری/اوکوتوکس (به انگلیسی: Calgary/Okotoks Air Park) یک فرودگاه خصوصی است که یک باند فرود آسفالت دارد و طول باند آن ۹۲۲ متر است. این فرودگاه در کشور کانادا قرار دارد و در ارتفاع ۱۰۹۸ متری از سطح دریا واقع شده‌است.